# Canciones impuntuales
Canciones impuntuales es el nombre del sexto álbum de estudio del cantautor español Álex Ubago, lanzado al mercado el 5 de mayo de 2017 bajo el sello discográfico Warner Music Spain.
Fue grabado entre 2016 y 2017, y producido por Pablo Cebrián, productor de artistas como Ruth Lorenzo, Fábula, Manuel Carrasco, Sergio Dalma, Conchita, Nach, Pitingo, David Bisbal o Pastora Soler, entre otros.
Tras 4 años sin lanzar un álbum, Álex Ubago vuelve con Canciones impuntuales, una colección de 11 canciones. Entre ellas, hay una que cuenta con la colaboración del cantante puertorriqueño Luis Fonsi, y la duodécima es la versión solista de la canción. Su primer sencillo es Míranos, lanzado el 3 de febrero de 2017, y el segundo es Entre tu boca y la mía, lanzado el 7 de abril del mismo año.
Meses después, en diciembre lanzaría un EP con versiones bachata y remix junto con Paty Cantú de este segundo sencillo.

## Lista de canciones
1. Míranos - 3:53
2. Bailar en el alambre - 3:29
3. Tú que ya no estás - 3:59
4. Y ahora - 4:01
5. Entre tu boca y la mía - 4:18
6. Cuenta conmigo (con Luis Fonsi) - 4:12
7. Ni tú ni yo - 3:51
8. Dueña de mi soledad - 4:06
9. Antes de que te vayas - 4:09
10. Sigue pasando - 3:50
11. Aquel abril - 3:57
12. Cuenta conmigo (versión solista) - 4:12